# Saison 2015-2016 du Standard de Liège
Maillots
Chronologie
Saison précédente Saison suivante
L' exercice 2015-2016 du Standard de Liège voit le club évoluer en Jupiler Pro League. C'est la 99e saison des Rouches au plus haut niveau du football national, et la 94e consécutive, record absolu en Belgique. Il participe également à la Ligue Europa dès le troisième tour préliminaire ainsi qu'à la Croky Cup qu'il remporte. 
Le 24 juin 2015, Bruno Venanzi est devenu le nouveau président du Matricule 16 à la suite de son rachat des parts de Roland Duchâtelet. Celui-ci quitte donc le Standard après quatre années chahutées au cours desquelles il ne sera jamais parvenu à se faire accepter par la plupart des supporters.  
Trois mois plus tard, Daniel Van Buyten fait son retour en bord de Meuse, devenant le conseiller sportif de Venanzi. Cela suscitera de nombreuses tensions et questions, notamment quant au rôle que joue réellement "Big Dan", un directeur sportif étant déjà en fonction au club en la personne d'Axel Lawarée (remplacé en février par Olivier Renard).   

## Historique

### Mercato
Alors que José Riga a laissé sa place au Serbe Slavoljub Muslin, le noyau subit d'importantes modifications. En attaque, Ivan Santini (2e meilleur buteur du championnat lors de la saison précédente), Anthony Knockaert, Mohamed Yattara et le Gaumais Renaud Emond devront pallier les départs d'Igor de Camargo et d'Ezekiel. Parmi les médians, si Mehdi Carcela va tenter sa chance au Benfica Lisbonne, Sambou Yatabaré et Matthieu Dossevi, arrivent tous deux de l'Olympiakos. Christian Brüls rejoint également le club phare de sa province natale.

### Coupe d'Europe
Le Standard débute au troisième tour qualificatif de la Ligue Europa où il élimine le club bosnien du Željezničar Sarajevo. En barrages, il affronte les Norvégiens de Molde FK : à la suite d'un non-match à l'aller chez les Scandinaves (défaite 2-0), il est éliminé malgré une victoire 3-1 à domicile lors de la manche retour. L'aventure de Muslin à la tête des Rouches s'arrête déjà en raison de cet échec.

### Championnat
Le Standard commence sa saison en mode mineur. Peinant déjà à convaincre lors des cinq premières rencontres, il reçoit ensuite une correction au Club Bruges (7-1) quelques jours après le limogeage de Slavoljub Muslin. Éric Deflandre, qui assurait l'intérim en tant que T1, ne peut que constater la suprématie des futurs champions et les nombreux manquements de son équipe, en particulier au niveau de la mentalité. Les Liégeois comptent seulement 7 points sur 18. 
L'arrivée du nouvel entraineur Yannick Ferrera, arraché aux promus trudonnaires qui réalisaient quant à eux un bon début de parcours, mettra du temps à porter ses fruits. Le Standard ne prend qu'une petite unité sur les cinq matchs suivants et se retrouve... à la dernière place de la Pro League au terme de la 11e journée.  
Les Principautaires s'attendent à une chaude réception le week-end suivant à... Charleroi. Malgré cette peu glorieuse lanterne rouge, 1800 fans rouches sont présents dans l'ancien Mambourg et témoignent à l'équipe leur soutien indéfectible dans une belle communion avec les joueurs avant cette rencontre qui voit le retour de Régi Goreux dans le onze liégeois. Ce sera un véritable derby wallon, avec beaucoup d'engagement de part et d'autre, son lot de polémiques (égalisation carolo entachée d'un coup de coude, coup franc inexistant à l'origine du second but de Charleroi, non-exclusion du capitaine Jelle Van Damme qui recevra un briquet sur la tête lors de son interview après le match) et de rebondissements. Alors que les Zèbres mènent 2-1 après une erreur de Guillaume Hubert et qu'il reste seulement dix minutes à disputer, l'arbitre est obligé d'interrompre le jeu à la suite du jet depuis la tribune réservée aux visiteurs de plusieurs pétards dans les parages du pauvre Penneteau. À la reprise, les Liégeois feront preuve du jusqu'au-boutisme cher à leurs couleurs et parviendront grâce à Van Damme (d'une sublime frappe lointaine) puis Emond à l'emporter 2-3, mettant fin à une série de huit matches consécutifs sans victoire en Pro League. En dépit d'une défaite 1-0 contre un STVV et un Edmilson Junior revanchards lors d'une partie jouée sur synthétique, les Liégeois semblent enfin lancés. Ils signent en effet plusieurs victoires, comme lors du Clasico (1-0 sur un envoi malicieux de Jona Legear, titularisé à la surprise générale contre des mauves dont il avait porté le maillot pendant sept ans) et à Zulte Waregem en l'absence de leur public, les autorités locales ayant estimé ne pas disposer des effectifs policiers nécessaires pour encadrer les fans du Matricule 16, vu le contexte de menace terroriste. Le Standard remonte même à la 7e place dès la 19e journée en prenant sa revanche sur le Club Bruges (2-0).   
Arrive janvier et son mercato qui sera une nouvelle fois agité en bord de Meuse... Le Standard perd en effet plusieurs pions importants : du muscle en la personne des solides Teixeira, Yatabaré et Van Damme (qui rejoint la MLS) mais également de la folie vu le départ surprise de Knockaert après seulement six mois à Liège. Ce dernier saute sur l'occasion qui se présente à lui de retrouver l'Angleterre, permettant au club de réaliser une très belle opération financière. Joueur au talent indiscutable, son transfert ne fera cependant pas que des malheureux tant sa mentalité et son individualisme étaient décriés. Julien de Sart traverse lui aussi la Manche, sa mésentente avec Ferrera n'étant un secret pour personne. Au niveau des renforts, on note l'arrivée du défenseur malinois Kosanović, réputé pour ses frappes à distance et le retour de l'enfant de la maison, Edmilson Junior, accompagné d'un autre "Canari", Jean-Luc Dompé. Mais c'est surtout la venue de Víctor Valdés qui fera grand bruit. Il s'agit du transfert le plus retentissant depuis bien longtemps dans le championnat belge, le portier de 34 ans présentant une carte de visite terriblement impressionnante : plus de 500 matches avec Barcelone, où il a remporté six fois la Liga, six Supercoupes d'Espagne, trois Ligues des champions, deux Supercoupe de l'UEFA et deux Coupes du monde des clubs. Sur le plan individuel, il est également auréolé de trois titres de meilleur gardien en Liga... Pourtant, il faut admettre que "VV" ne laissera pas un souvenir impérissable à Sclessin. Il disputera seulement sept matches pour le compte des Rouches et ne brillera pas davantage que ses homologues Hubert et Thuram.    
À la reprise, les Liégeois s'imposent avec la manière à Lokeren et semblent définitivement sur de bons rails, mais ils montreront un tout autre visage dès la semaine suivante face aux champions en titre gantois, premier club belge depuis quinze ans à se placer dans le top 16 de la plus prestigieuse compétition continentale... Ces deux matches illustreront parfaitement l'inconstance dont les Rouches feront preuve durant ce second tour : des victoires en terre louvaniste (où Dossevi inscrit un but phénoménal) ou lors du derby wallon ainsi que de nouveaux affronts contre Saint-Trond et Westerlo (l'arbitrage leur coutant il est vrai très cher au Kuipje).     
Ils intègrent malgré tout le top 6 lors de la 29e journée en battant le KRC Genk 2-1 (grâce notamment à un but entaché d'un hors-jeu manifeste, pas moins de quatre Standardmen étant même en position illicite sur cette phase), mais se font dépasser par Zulte Waregem lors de l'ultime journée après une large défaite à Malines (4-0). Condamnés à disputer les play-offs II, les Rouches n'auront pas le droit à l'erreur en finale de Coupe de Belgique la semaine suivante...  
Deux semaines après avoir conquis le premier trophée de l'ère Venanzi, le qualifiant directement pour les poules de la prochaine Ligue Europa, le Standard entame la seconde partie du championnat qui sera donc pour lui sans le moindre enjeu...Six matches disputés au bout de l'ennui et pour lesquels aucune ligne directrice ne semblera se dégager (faut-il aligner des jeunes ? Préparer la saison suivante ? Jouer le coup à fond ?) : la saison des Liégeois s'est bel et bien clôturée le 20 mars à Bruxelles.   

### Coupe
C'est un Standard manquant cruellement de confiance qui se rend à la côte pour y disputer les seizièmes de finale contre Coxyde. Recalés sur la scène européenne et largués en championnat, les Rouges et Blancs n'ont pas intérêt à snober les locaux, eux aussi bien mal en point un échelon plus bas. Par deux fois, ces derniers répliqueront à des buts de Teixeira et il faudra attendre la 81ème minute pour que Brüls assure la qualification. Les deux manches suivantes, disputées à domicile contre Saint-Trond puis Courtrai, se solderont sur le score de 2-0.    
S'ils veulent disputer la finale, il reste aux Liégeois à écarter le Racing Genk. À l'aller, pour sa première apparition dans "son" stade, Junior ouvre la marque après quelques minutes seulement : un beau moment d'émotion pour son père, idole de Sclessin dans les années 90. Appliqué, le Standard inscrit un second but et n'en concède aucun. Lors du retour, les Limbourgeois débloquent le marquoir mais les Rouches égalisent dans la foulée, donnant au score son allure définitive : cinq ans après, ils retrouvent le Heysel pour y affronter les hommes de Michel Preud'homme, futurs champions de Belgique.    
Fiore suspendu et donc privé de cette apothéose, c’est Andrade qui évoluera à l’arrière gauche. Les Rouches déflorent la marque peu après le premier quart d’heure, Dompé concluant un beau mouvement collectif. La joie liégeoise sera toutefois de courte durée, Refaelov rétablissant la parité dix minutes plus tard d’une frappe magistrale sur coup franc. Le tournant du match a lieu à la reprise lorsque Diaby se rend coupable d’un mauvais geste envers Kosanović et est exclu. Alors que la partie parait promise aux prolongations, Dossevi adresse un caviar à Santini qui prend le dessus sur Butelle. Les 20.000 supporters rouges et blancs peuvent exulter, tout comme les 2.000 autres présents à Sclessin devant un écran géant : le Standard tient sa septième Coupe de Belgique !   

## Équipements
| Marque :           |  | Kappa      |
| Sponsors maillot : |  | Base & Voo |

## Staff technique
| Fonction                | Nom              | Date de naissance | Nationalité | Fin du contrat               | Dernier club          |
| Entraîneur principal    | Yannick Ferrera  | 24-09-1980        | Belgique    | Juin 2017                    | Saint-Trond VV        |
| Entraîneur adjoint      | Éric Deflandre   | 2-08-1973         | Belgique    | Juin 2016                    | Standard de Liège U16 |
| Entraîneur des gardiens | Jos Beckx        | 25-02-1959        | Belgique    | Juin 2016                    | Saint-Trond VV        |
| Préparateur physique    | Carlos Rodriguez | /                 | Belgique    | contrat à durée indéterminée | Standard de Liège     |
| Entraîneur des espoirs  | Patrick Van Kets | 12-12-1966        | Belgique    | contrat à durée indéterminée | Porto-Vecchio         |
| Analyste Vidéo          | William Still    | /                 | Belgique    | Juin 2017                    | Saint-Trond VV        |

## Effectif professionnel
| Joueurs prêtés |    |                                                |                  |                     |                            |                         |           |  |
| \| N° \| P. \| Nat. \| Nom \| Date de naissance \| Sélection \| Club en prêt \| Contrat \| \| \| 45 \| M \| \| François Marquet \| 17/04/1995 (29 ans) \| Belgique -19 ans \| Royal Mouscron-Péruwelz \| 2013-2016 \| \| \| - \| M \| \| Deni Milošević \| 09/03/1995 (30 ans) \| Bosnie-Herzégovine espoirs \| Waasland-Beveren \| 2013-2017 \| \| \| - \| D \| \| Mergim Vojvoda \| 01/02/1995 (30 ans) \| Albanie espoirs \| FC Carl Zeiss Jena \| 2013-2017 \| \| \| 40 \| M \| \| Paul-José M'Poku \| 19/04/1992 (32 ans) \| Rép. dém. du Congo \| AC Chievo Vérone \| 2011-2018 \| \| \| 75 \| M \| \| Alpaslan Öztürk \| 16/07/1993 (31 ans) \| Turquie espoirs \| Eskişehirspor Kulübü \| 2013-2018 \| \| \| 6 \| D \| \| Martin Milec \| 20/09/1991 (33 ans) \| Slovénie \| Roda JC Kerkrade \| 2014-2019 \| \| \| - \| M \| \| Georgiy Zhukov \| 19/11/1994 (30 ans) \| Kazakhstan \| Roda JC Kerkrade \| 2013-2017 \| \| \| 19 \| A \| \| Yannis Mbombo \| 08/04/1994 (30 ans) \| Belgique -17 ans \| FC Sochaux \| 2013-2017 \| \| |    |                                                |                  |                     |                            |                         |           |  |
| N° | P. | Nat.                                           | Nom              | Date de naissance   | Sélection                  | Club en prêt            | Contrat   |  |
| 45 | M  | Drapeau de la Belgique                         | François Marquet | 17/04/1995 (29 ans) | Belgique -19 ans           | Royal Mouscron-Péruwelz | 2013-2016 |  |
| - | M  | Drapeau de la Bosnie-Herzégovine               | Deni Milošević   | 09/03/1995 (30 ans) | Bosnie-Herzégovine espoirs | Waasland-Beveren        | 2013-2017 |  |
| - | D  | Drapeau de l'Albanie                           | Mergim Vojvoda   | 01/02/1995 (30 ans) | Albanie espoirs            | FC Carl Zeiss Jena      | 2013-2017 |  |
| 40 | M  | Drapeau de la république démocratique du Congo | Paul-José M'Poku | 19/04/1992 (32 ans) | Rép. dém. du Congo         | AC Chievo Vérone        | 2011-2018 |  |
| 75 | M  | Drapeau de la Turquie                          | Alpaslan Öztürk  | 16/07/1993 (31 ans) | Turquie espoirs            | Eskişehirspor Kulübü    | 2013-2018 |  |
| 6 | D  | Drapeau de la Slovénie                         | Martin Milec     | 20/09/1991 (33 ans) | Slovénie                   | Roda JC Kerkrade        | 2014-2019 |  |
| - | M  | Drapeau du Kazakhstan                          | Georgiy Zhukov   | 19/11/1994 (30 ans) | Kazakhstan                 | Roda JC Kerkrade        | 2013-2017 |  |
| 19 | A  | Drapeau de la Belgique                         | Yannis Mbombo    | 08/04/1994 (30 ans) | Belgique -17 ans           | FC Sochaux              | 2013-2017 |  |

### Transferts

#### Été 2015
| Nom                               | Naissance         | Position  | Nationalité sportive | Fin de contrat | Provenance/Destination                   |
| --------------------------------- | ----------------- | --------- | -------------------- | -------------- | ---------------------------------------- |
| Arrivées                          |                   |           |                      |                |                                          |
| Senne Vits                        | 31 août 1996      | Gardien   | Belgique             | Juin 2017      | OH Louvain                               |
| Darwin Andrade                    | 11 février 1991   | Défenseur | Colombie             | Juin 2019      | Újpest FC                                |
| Jason Buaillon (retour de prêt)   | 5 octobre 1991    | Défenseur | France               | Juin 2017      | Paris FC                                 |
| Ahmed El Messaoudi (prêt)         | 3 août 1995       | Défenseur | Maroc                | Juin 2016      | Lierse SK                                |
| Simon Ligot (retour de prêt)      | 24 mars 1993      | Défenseur | Belgique             | Juin 2016      | RCS Visé                                 |
| Mergim Vojvoda (retour de prêt)   | 1er février 1995  | Défenseur | Albanie              | Juin 2017      | K Saint-Trond VV                         |
| Astrit Ajdarević (retour de prêt) | 17 avril 1990     | Milieu    | Suède                | Juin 2016      | Helsingborgs IF                          |
| Christian Brüls (prêt)            | 30 septembre 1988 | Milieu    | Belgique             | Juin 2016      | Stade rennais                            |
| Frédéric Bulot (retour de prêt)   | 27 septembre 1990 | Milieu    | Gabon                | Juin 2016      | Charlton Athletic                        |
| Yoni Buyens (retour de prêt)      | 10 mars 1988      | Milieu    | Belgique             | Juin 2016      | Charlton Athletic                        |
| Alassane Diallo (retour de prêt)  | 19 février 1995   | Milieu    | Mali                 | Juin 2019      | KVC Westerlo                             |
| Matthieu Dossevi (prêt)           | 12 février 1988   | Milieu    | Togo                 | Juin 2016      | Olympiakos                               |
| Faysel Kasmi (prêt)               | 31 octobre 1995   | Milieu    | Belgique             | Juin 2016      | Lierse SK                                |
| Anil Koç (retour de prêt)         | 29 janvier 1995   | Milieu    | Belgique             | Juin 2016      | Saint-Trond VV                           |
| François Marquet (retour de prêt) | 17 avril 1995     | Milieu    | Belgique             | Juin 2016      | PSV Eindhoven                            |
| Paul-José M'Poku (retour de prêt) | 19 avril 1992     | Milieu    | Rép. dém. du Congo   | Juin 2017      | Cagliari Calcio                          |
| Alpaslan Öztürk (retour de prêt)  | 16 juillet 1993   | Milieu    | Turquie              | Juin 2018      | Kasımpaşa SK                             |
| Rochinha                          | 3 mai 1995        | Milieu    | Portugal             | Juin 2018      | Benfica Lisbonne                         |
| Danny Verbeek (retour de prêt)    | 15 août 1990      | Milieu    | Pays-Bas             | Juin 2016      | FC Utrecht                               |
| Sambou Yatabaré (prêt)            | 2 mars 1989       | Milieu    | Mali                 | Juin 2016      | Olympiakos                               |
| Dudu Biton (retour de prêt)       | 1er mars 1988     | Attaquant | Israël               | Juin 2016      | Hapoël Tel Aviv                          |
| Renaud Emond                      | 5 décembre 1991   | Attaquant | Belgique             | Juin 2020      | Waasland-Beveren                         |
| Anthony Knockaert                 | 20 novembre 1991  | Attaquant | France               | Juin 2019      | Leicester City                           |
| Jean-Marc Makusu (retour de prêt) | 27 mars 1992      | Attaquant | Rép. dém. du Congo   | Juin 2016      | MC Oran                                  |
| Yannis Mbombo (retour de prêt)    | 8 avril 1994      | Attaquant | Belgique             | Juin 2017      | AJ Auxerre                               |
| Ivan Santini                      | 21 mai 1989       | Attaquant | Croatie              | Juin 2019      | KV Courtrai                              |
| Benjamin Tetteh                   | 10 juillet 1997   | Attaquant | Ghana                | Juin 2019      | Dreams FC                                |
| Jonathan Viera (retour de prêt)   | 21 octobre 1989   | Attaquant | Espagne              | Juin 2016      | Unión Deportiva Las Palmas               |
| Mohamed Yattara                   | 28 juillet 1993   | Attaquant | Guinée               | Juin 2019      | Olympique lyonnais                       |
| Départs                           |                   |           |                      |                |                                          |
| Merveille Goblet                  | 20 novembre 1994  | Gardien   | Belgique             | Juin 2015      | Waasland-Beveren                         |
| Eiji Kawashima                    | 20 mars 1983      | Gardien   | Japon                | Juin 2015      | Fin de contrat → Dundee United           |
| Lucas Pirard (prêt)               | 10 mars 1995      | Gardien   | Belgique             | Juin 2018      | Lommel United                            |
| Darwin Andrade (retour de prêt)   | 11 février 1991   | Défenseur | Colombie             | Juin 2015      | Újpest FC                                |
| Jason Buaillon                    | 5 octobre 1991    | Défenseur | France               | Juin 2017      | Vendée Luçon Football                    |
| Simon Ligot                       | 24 mars 1993      | Défenseur | Belgique             | Juin 2016      | RFC Liège                                |
| Ron Stam                          | 18 juin 1984      | Défenseur | Pays-Bas             | Juin 2016      | Rupture de contrat → NAC Breda           |
| Mergim Vojvoda (prêt)             | 1er février 1995  | Défenseur | Albanie              | Juin 2017      | FC Carl Zeiss Jena                       |
| Ali Yasar                         | 8 mars 1995       | Défenseur | Belgique             | Juin 2015      | Fin de contrat → Roda JC                 |
| Astrit Ajdarević                  | 17 avril 1990     | Milieu    | Suède                | Juin 2016      | Rupture de contrat → Örebro SK           |
| Geoffrey Mujangi Bia              | 12 août 1989      | Milieu    | Belgique             | Juin 2016      | FC Sion                                  |
| Frédéric Bulot                    | 27 septembre 1990 | Milieu    | Gabon                | Juin 2016      | Stade de Reims                           |
| Yoni Buyens                       | 10 mars 1988      | Milieu    | Belgique             | Juin 2016      | KRC Genk                                 |
| Mehdi Carcela-Gonzalez            | 1er juillet 1989  | Milieu    | Maroc                | Juin 2016      | SL Benfica                               |
| Ricardo Faty                      | 4 août 1986       | Milieu    | Sénégal              | Juin 2018      | Bursaspor                                |
| Jiloan Hamad (retour de prêt)     | 6 novembre 1990   | Milieu    | Suède                | Juin 2015      | TSG 1899 Hoffenheim                      |
| Reda Jaadi                        | 14 février 1995   | Milieu    | Belgique             | Juin 2017      | Rupture de contrat                       |
| Anil Koç                          | 29 janvier 1995   | Milieu    | Belgique             | Juin 2016      | Rupture de contrat → FC Eindhoven        |
| Nebojša Kosović                   | 24 février 1995   | Milieu    | Monténégro           | Juin 2018      | Rupture de contrat → Partizan Belgrade   |
| Jeff Louis                        | 8 août 1992       | Milieu    | Haïti                | Juin 2019      | SM Caen                                  |
| Tortol Lumanza                    | 13 avril 1994     | Milieu    | Belgique             | Juin 2016      | Rupture de contrat → Waasland-Beveren    |
| François Marquet (prêt)           | 17 avril 1995     | Milieu    | Belgique             | Juin 2016      | Royal Mouscron-Péruwelz                  |
| Deni Milošević (prêt)             | 9 mars 1995       | Milieu    | Belgique             | Juin 2017      | Waasland-Beveren                         |
| Paul-José M'Poku (prêt)           | 19 avril 1992     | Milieu    | Rép. dém. du Congo   | Juin 2018      | AC Chievo Vérone                         |
| Maecky Ngombo                     | 31 mars 1995      | Milieu    | Belgique             | Juin 2015      | Fin de contrat → Roda JC                 |
| Alpaslan Öztürk (prêt)            | 16 juillet 1993   | Milieu    | Turquie              | Juin 2018      | Eskişehirspor Kulübü                     |
| Danny Verbeek                     | 15 août 1990      | Milieu    | Pays-Bas             | Juin 2016      | Rupture de contrat → NAC Breda           |
| Yadin Zaris                       | 14 mai 1990       | Milieu    | Israël               | Juin 2016      | Rupture de contrat → Hapoël Jérusalem FC |
| Vinícius Araújo (retour de prêt)  | 22 février 1993   | Attaquant | Brésil               | Juin 2015      | Valence CF                               |
| Dudu Biton                        | 1er mars 1988     | Attaquant | Israël               | Juin 2016      | Hapoël Tel Aviv                          |
| Igor de Camargo                   | 12 mai 1983       | Attaquant | Belgique             | Juin 2016      | KRC Genk                                 |
| Imoh Ezekiel (retour de prêt)     | 24 octobre 1993   | Attaquant | Nigeria              | Juin 2015      | Al-Arabi Sports Club                     |
| Jean-Marc Makusu                  | 27 mars 1992      | Attaquant | Rép. dém. du Congo   | Juin 2016      | MC Oran                                  |
| Yannis Mbombo (prêt)              | 8 avril 1994      | Attaquant | Belgique             | Juin 2017      | K Saint-Trond VV                         |
| Yuji Ono                          | 22 décembre 1992  | Attaquant | Japon                | Juin 2017      | K Saint-Trond VV                         |
| Jonathan Viera                    | 21 octobre 1989   | Attaquant | Espagne              | Juin 2016      | Unión Deportiva Las Palmas               |

#### Hiver 2016
| Nom                                 | Naissance         | Position  | Nationalité sportive | Fin de contrat | Provenance/Destination    |
| ----------------------------------- | ----------------- | --------- | -------------------- | -------------- | ------------------------- |
| Arrivées                            |                   |           |                      |                |                           |
| Víctor Valdés (prêt)                | 14 janvier 1982   | Gardien   | Espagne              | Juin 2016      | Manchester United         |
| Collins Fai                         | 13 août 1992      | Défenseur | Cameroun             | Juin 2020      | Dinamo Bucarest           |
| Miloš Kosanović                     | 28 mai 1990       | Défenseur | Serbie               | Juin 2020      | KV Malines                |
| Gabriel Boschilia (prêt)            | 5 mars 1996       | Milieu    | Brésil               | Juin 2016      | AS Monaco                 |
| Jean-Luc Dompé                      | 12 août 1995      | Milieu    | France               | Juin 2019      | K Saint-Trond VV          |
| Edmilson Junior                     | 19 août 1994      | Milieu    | Brésil               | Juin 2019      | K Saint-Trond VV          |
| Ioánnis Maniátis (prêt)             | 12 octobre 1986   | Milieu    | Grèce                | Juin 2016      | Olympiakos                |
| Farouk Miya (prêt)                  | 26 novembre 1997  | Milieu    | Ouganda              | Juin 2016      | Vipers Sports Club        |
| Georgiy Zhukov (retour de prêt)     | 19 novembre 1994  | Milieu    | Kazakhstan           | Juin 2017      | FC Astana                 |
| Yannis Mbombo (retour de prêt)      | 8 avril 1994      | Attaquant | Belgique             | Juin 2017      | K Saint-Trond VV          |
| Départs                             |                   |           |                      |                |                           |
| Damien Dussaut                      | 8 novembre 1994   | Défenseur | France               | Juin 2018      | K Saint-Trond VV          |
| Ahmed El Messaoudi (retour de prêt) | 3 août 1995       | Défenseur | Maroc                | Juin 2016      | Lierse SK                 |
| Martin Milec (prêt)                 | 20 septembre 1991 | Défenseur | Slovénie             | Juin 2019      | Roda JC                   |
| Jorge Teixeira                      | 27 août 1986      | Défenseur | Portugal             | Juin 2018      | Charlton Athletic         |
| Jelle Van Damme                     | 10 octobre 1983   | Défenseur | Belgique             | Juin 2016      | LA Galaxy                 |
| Alexis De Sart                      | 12 novembre 1996  | Milieu    | Belgique             | Juin 2018      | K Saint-Trond VV          |
| Julien De Sart                      | 23 décembre 1994  | Milieu    | Belgique             | Juin 2019      | Middlesbrough FC          |
| Faysel Kasmi (retour de prêt)       | 31 octobre 1995   | Milieu    | Belgique             | Juin 2016      | Lierse SK                 |
| Sambou Yatabaré (fin de prêt)       | 2 mars 1989       | Milieu    | Mali                 | Juin 2016      | Olympiakos → Werder Brême |
| Georgiy Zhukov (prêt)               | 19 novembre 1994  | Milieu    | Kazakhstan           | Juin 2017      | Roda JC                   |
| Anthony Knockaert                   | 20 novembre 1991  | Attaquant | France               | Juin 2019      | Brighton & Hove Albion FC |
| Yannis Mbombo (prêt)                | 8 avril 1994      | Attaquant | Belgique             | Juin 2017      | FC Sochaux                |
| Mohamed Yattara (prêt)              | 28 juillet 1993   | Attaquant | Guinée               | Juin 2019      | Angers SCO                |

## Les résultats

### Amicaux
| Journée | Date       | Heure | Lieu                                 | Club visité                 | Club visiteur       | Score | Buts liégeois                                         |
| 1       | 27/06/2015 | 17h00 | Stade Domenico Schena , Binche       | R. JE Binchoise             | Standard de Liège   | 0 - 3 | Bia, Jaadi, Santini                                   |
| 2       | 28/06/2015 | 16h00 | Sportoase Eburons Dome, Tongres      | KFC Heur-Tongres            | Standard de Liège   | 0 - 7 | Knockaert, Milosevic, Legear, J. De Sart, Bia (3)     |
| 3       | 01/07/2015 | 19h00 | Stade de Buraufosse, Tilleur         | RFC Tilleur                 | Standard de Liège   | 0 - 8 | R. Mmaee, J. De Sart, Legear, Santini, Bia (3), Jaadi |
| 4       | 08/07/2015 | 17h00 | Stade de la Gravière, Amay           | R. Ent. RC Amay             | Standard de Liège   | 1 - 4 | Faty, Bia (2), R. Mmaee                               |
| 5       | 11/07/2015 | 18h00 | Stade Yvan Georges, Virton           | Excelsior Virton            | Standard de Liège   | 1 - 2 | Santini, R. Mmaee                                     |
| 6       | 19/07/2015 | 15h00 | Sportplatz Birkenmoos, Rottach-Egern | Borussia Mönchengladbach    | Standard de Liège   | 2 - 1 | Faty                                                  |
| 7       | 22/07/2015 | 19h30 | Stade de Jehay, Jehay                | RFC Jehay                   | Standard de Liège B | 0 - 3 | R. Mmaee, Milosevic, Cuypers                          |
| 8       | 05/08/2015 | 19h00 | Stade Joseph Marien, Saint-Gilles    | Royale Union Saint-Gilloise | Standard de Liège B | 2 - 4 | Okita (2), R. Mmaee, Landry                           |
| 9       | 05/09/2015 | 16h00 | Académie RLD, Boncelles              | Standard de Liège           | MSV Duisbourg       | 3 - 1 | Emond, Badibanga (2)                                  |
| 10      | 09/10/2015 | 15h00 | Paul-Janes Stadion, Düsseldorf       | Fortuna Düsseldorf          | Standard de Liège   | 3 - 2 | Bodzek (csc), Tetteh                                  |
| 11      | 06/01/2016 | 15h30 | Estadio Municipal, Marbella          | SC Preussen Munster         | Standard de Liège   | 0 - 1 | Tetteh                                                |
| 12      | 09/01/2016 | 16h00 | Estadio Municipal, Marbella          | Standard de Liège           | 1. FSV Mainz 05     | 3 - 0 | Dossevi, R. Mmaee (2)                                 |
| 13      | 12/01/2016 | 19h00 | Académie RLD, Boncelles              | Standard de Liège B         | Seraing United      | 0 - 3 |                                                       |

### Championnat

#### Saison régulière
| Journée | Date       | Heure | Club visité             | Club visiteur           | Score | Buts liégeois                    | Spectateurs |
| 1re     | 25/07/2015 | 18h00 | KV Courtrai             | Standard de Liège       | 2 - 1 | Knockaert                        | 8 415       |
| 2e      | 02/08/2015 | 18h00 | Standard de Liège       | SV Zulte Waregem        | 2 - 1 | Enoh, Santini                    | 23 000      |
| 3e      | 09/08/2015 | 20h00 | Standard de Liège       | Waasland-Beveren        | 1 - 0 | Faty                             | 23 232      |
| 4e      | 15/08/2015 | 18h00 | Royal Mouscron-Peruwelz | Standard de Liège       | 1 - 1 | Knockaert                        | 4 000       |
| 5e      | 23/08/2015 | 18h00 | Standard de Liège       | KV Oostende             | 1 - 2 | Brüls                            | 23 500      |
| 6e      | 30/08/2015 | 14h30 | Club Bruges KV          | Standard de Liège       | 7 - 1 | Santini                          | 28 000      |
| 7e      | 13/09/2015 | 14h30 | Standard de Liège       | KSC Lokeren             | 0 - 1 |                                  | 23 600      |
| 8e      | 20/09/2015 | 14h30 | KAA La Gantoise         | Standard de Liège       | 4 - 1 | Knockaert                        | 19 967      |
| 9e      | 26/09/2015 | 20h30 | Standard de Liège       | Oud-Heverlee Louvain    | 2 - 2 | Emond, Santini                   | 23 919      |
| 10e     | 04/10/2015 | 18h00 | KRC Genk                | Standard de Liège       | 3 - 1 | Knockaert                        | 20 500      |
| 11e     | 17/10/2015 | 18h00 | Standard de Liège       | KVC Westerlo            | 1 - 2 | Tetteh                           | 23 150      |
| 12e     | 25/10/2015 | 18h00 | Sporting Charleroi      | Standard de Liège       | 2 - 3 | Arslanagić, Van Damme, Emond     | 14 950      |
| 13e     | 28/10/2015 | 20h30 | Standard de Liège       | FC Malines              | 2 - 1 | Knockaert, Yattara               | 24 190      |
| 14e     | 01/11/2015 | 14h30 | K Saint-Trond VV        | Standard de Liège       | 1 - 0 |                                  | 12 050      |
| 15e     | 08/11/2015 | 14h30 | Standard de Liège       | RSC Anderlecht          | 1 - 0 | Legear                           | 27 750      |
| 16e     | 22/11/2015 | 14h30 | Standard de Liège       | KV Courtrai             | 1 - 1 | Santini                          | 23 000      |
| 17e     | 27/11/2015 | 20h30 | SV Zulte Waregem        | Standard de Liège       | 2 - 3 | Diallo (csc.), Teixeira, Dossevi | 8 250       |
| 18e     | 05/12/2015 | 20h30 | Waasland-Beveren        | Standard de Liège       | 0 - 0 |                                  | 5 400       |
| 19e     | 13/12/2015 | 14h30 | Standard de Liège       | Club Bruges KV          | 2 - 0 | Dossevi, Van Damme               | 24 500      |
| 20e     | 20/12/2015 | 18h00 | KV Oostende             | Standard de Liège       | 4 - 1 | Milec                            | 7 264       |
| 21e     | 27/12/2015 | 14h30 | Standard de Liège       | Royal Mouscron-Peruwelz | 3 - 0 | Badibanga, Dossevi, Santini      | 27 200      |
| 22e     | 17/01/2016 | 18h00 | KSC Lokeren             | Standard de Liège       | 0 - 2 | Santini (2)                      | 8 669       |
| 23e     | 24/01/2016 | 18h00 | Standard de Liège       | KAA La Gantoise         | 0 - 3 |                                  | 27 246      |
| 24e     | 30/01/2016 | 18h00 | Oud-Heverlee Louvain    | Standard de Liège       | 0 - 2 | Dossevi, Boschilia               | 6 404       |
| 25e     | 07/02/2016 | 18h00 | Standard de Liège       | K Saint-Trond VV        | 1 - 2 | Edmilson                         | 26 750      |
| 26e     | 14/02/2016 | 18h00 | KVC Westerlo            | Standard de Liège       | 2 - 0 |                                  | 7 000       |
| 27e     | 20/02/2016 | 18h00 | Standard de Liège       | Sporting Charleroi      | 3 - 0 | Santini, Trebel, Dossevi         | 27 219      |
| 28e     | 28/02/2016 | 18h00 | RSC Anderlecht          | Standard de Liège       | 3 - 3 | Santini, Kosanović, Edmilson     | 21 845      |
| 29e     | 05/03/2016 | 20h00 | Standard de Liège       | KRC Genk                | 2 - 1 | Santini, Dompé                   | 27 064      |
| 30e     | 13/03/2016 | 18h00 | FC Malines              | Standard de Liège       | 4 - 0 |                                  | 12 000      |

#### Play offs II
| Journée | Date       | Heure | Club visité             | Club visiteur           | Score | Buts liégeois                     | Spectateurs |
| 1re     | 03/04/2016 | 20h00 | Waasland-Beveren        | Standard de Liège       | 0 - 1 | Legear                            | 4 500       |
| 2e      | 10/04/2016 | 20h00 | Standard de Liège       | KV Courtrai             | 1 - 1 | Maniátis                          | 9 351       |
| 3e      | 17/04/2016 | 20h00 | Royal Mouscron-Peruwelz | Standard de Liège       | 2 - 0 |                                   | 3 500       |
| 4e      | 22/04/2016 | 20h30 | Standard de Liège       | Royal Mouscron-Peruwelz | 4 - 1 | Miya, Maniátis, Boschilia, Tetteh | 9 564       |
| 5e      | 30/04/2016 | 20h30 | KV Courtrai             | Standard de Liège       | 1 - 0 |                                   | 7 100       |
| 6e      | 07/05/2016 | 18h00 | Standard de Liège       | Waasland-Beveren        | 2 - 0 | Santini, Edmilson                 | 10 647      |

### Coupe
| Tour              | Date       | Heure | Club visité       | Club visiteur     | Score | Buts liégeois        | Spectateurs |
| 1/16 de finale    | 23/09/2015 | 20h30 | KVV Coxyde        | Standard de Liège | 2 - 3 | Teixeira (2), Brüls  | 1 615       |
| 1/8 de finale     | 02/12/2015 | 20h30 | Standard de Liège | K Saint-Trond VV  | 2 - 0 | Yatabaré, Arslanagić | 5 938       |
| 1/4 de finale     | 17/12/2015 | 20h30 | Standard de Liège | KV Courtrai       | 2 - 0 | Teixeira, Dossevi    | 6 000       |
| 1/2 finale aller  | 20/01/2016 | 20h45 | Standard de Liège | KRC Genk          | 2 - 0 | Edmilson, Trebel     | 16 982      |
| 1/2 finale retour | 02/02/2016 | 20h45 | KRC Genk          | Standard de Liège | 1 - 1 | Trebel               | 8 652       |
| Finale            | 20/03/2016 | 16h00 | Club Bruges KV    | Standard de Liège | 1 - 2 | Dompé, Santini       | 50 093      |

### Ligue Europa
| Tour                            | Date       | Heure | Club visité          | Club visiteur        | Score | Buts liégeois              | Spectateurs |
| 3e tour de qualification aller  | 30/07/2015 | 20h45 | Standard de Liège    | Željezničar Sarajevo | 2 - 1 | Kosoric (csc), Knockaert   | 11 608      |
| 3e tour de qualification retour | 06/08/2015 | 20h00 | Željezničar Sarajevo | Standard de Liège    | 0 - 1 | Van Damme                  | 19 721      |
| Barrages aller                  | 20/08/2015 | 19h00 | Molde FK             | Standard de Liège    | 2 - 0 |                            | 3 940       |
| Barrages retour                 | 27/08/2015 | 20h30 | Standard de Liège    | Molde FK             | 3 - 1 | Knockaert, Santini, Trebel | 12 568      |

## Statistiques
Les matchs amicaux ne sont pas pris en compte.

### Classement des buteurs
| Rang | Joueur            | Buts |
| ---- | ----------------- | ---- |
| 1er  | Ivan Santini      | 13   |
| 2e   | Anthony Knockaert | 7    |
| 3e   | Matthieu Dossevi  | 6    |
| 4e   | Edmilson Junior   | 4    |
| 4e   | Jorge Teixeira    | 4    |
| 4e   | Adrien Trebel     | 4    |
| 7e   | Jelle Van Damme   | 3    |
| 8e   | Dino Arslanagić   | 2    |
| 8e   | Gabriel Boschilia | 2    |
| 8e   | Christian Brüls   | 2    |
| 8e   | Jean-Luc Dompé    | 2    |
| 8e   | Renaud Emond      | 2    |
| 8e   | Jonathan Legear   | 2    |
| 8e   | Ioánnis Maniátis  | 2    |
| 8e   | Benjamin Tetteh   | 2    |
| 16e  | Beni Badibanga    | 1    |
| 16e  | Eyong Enoh        | 1    |
| 16e  | Ricardo Faty      | 1    |
| 16e  | Miloš Kosanović   | 1    |
| 16e  | Martin Milec      | 1    |
| 16e  | Farouk Miya       | 1    |
| 16e  | Sambou Yatabaré   | 1    |
| 16e  | Mohamed Yattara   | 1    |

### Classement des passeurs
| Rang | Joueur            | Passes décisives |
| ---- | ----------------- | ---------------- |
| 1er  | Matthieu Dossevi  | 15               |
| 2e   | Anthony Knockaert | 8                |
| 3e   | Adrien Trebel     | 3                |
| 4e   | Beni Badibanga    | 2                |
| 4e   | Réginal Goreux    | 2                |
| 4e   | Miloš Kosanović   | 2                |
| 4e   | Ivan Santini      | 2                |
| 4e   | Jelle Van Damme   | 2                |
| 9e   | Gabriel Boschilia | 1                |
| 9e   | Christian Brüls   | 1                |
| 9e   | Jean-Luc Dompé    | 1                |
| 9e   | Edmilson Junior   | 1                |
| 9e   | Renaud Emond      | 1                |
| 9e   | Eyong Enoh        | 1                |
| 9e   | Corentin Fiore    | 1                |
| 9e   | Martin Milec      | 1                |
| 9e   | Sambou Yatabaré   | 1                |